# 1664 a tudományban
Az 1664. év a tudományban és a technikában.

## Születések
- február 24. (keresztelés) – Thomas Newcomen angol feltaláló, aki megalkotta a víz szivattyúzására használt első gőzgépet († 1729)

## Halálozások
- július 11. – Jan Janssonius Amszterdamban élt holland térképész és kiadó (* 1588)
- augusztus 22. – Maria Cunitz sziléziai születésű csillagász, a kora újkor egyik legjelentősebb női csillagásza (* 1610)